# Hesse & Becker
Hesse & Becker mit Sitz in Leipzig war ein Verlag mit angegliederter Buch- und Kunstdruckerei, der insbesondere durch seine zahlreichen Ausgaben deutscher Klassiker bekannt war. Neben schöngeistiger Literatur, Pädagogik und Schriften zur Freimaurerei brachte der Verlag auch Musikschriften heraus.

## Geschichte
Die Verlagsgeschichte von Hesse & Becker geht auf Max Hesse (Friedrich August Max Hesse; geboren 1858 in Sondershausen; gestorben 1907 in Leipzig) zurück, der im 19. Jahrhundert eine Ausbildung als Buchhändler durchlief und als solcher anschließend zunächst in Lübeck, Breslau und Hamburg tätig wurde. 1880 gründete er in Leipzig Max Hesses Verlag. 1883 ging er eine geschäftliche Verbindung mit dem Druckereibesitzer Alwin Becker ein, die unter dem Firmennamen Hesse und Becker neben dem Verlag auch eine Buch- und Kunstdruckerei betrieben.
Um 1934 übernahm die Hesse & Becker, Abteilung Trenklerdruck in Leipzig die Festschrift für die Elektrizitätsgesellschaft Hermann Albert Bumke in Hannover und lieferte hierfür „die gesamte technische Ausstattung und Herstellung von Satz, Buchdruck und Einband, sowie alle erforderlichen photographischhen Aufnahmen und die Anfertigung der Bildstöcke“.
Der Verlag bestand noch bis in die 1970er Jahre.